# 官盛镇
官盛镇，是中华人民共和国四川省广安市广安区下辖的一个乡镇级行政单位。2019年12月，撤销方坪乡和化龙乡，将其所属行政区域划归官盛镇管辖。

## 行政区划
官盛镇下辖以下地区：
官盛村、三层村、云丰村、八方村、报国村、秀峰村、羊角村和沱湾村。